# City of Evil
City of Evil è il terzo album in studio del gruppo musicale statunitense Avenged Sevenfold, pubblicato il 7 giugno 2005 dalla Warner Bros. Records.
L'album ha segnato il definitivo distacco dalle sonorità metalcore che hanno caratterizzato gli esordi del gruppo, in favore di un approccio più diretto all'heavy metal classico e alla totale eliminazione di voci distorte da parte del cantante M. Shadows, attingendo a forti influenze dal power metal, al progressive, al thrash metal, e all'hard rock.
È stato inserito alla centesima posizione della classifica dei migliori 100 album metal di sempre stilata da Rolling Stone e alla 35ª della classifica dei migliori 50 album metal di sempre di Kerrang!.

## Tracce
1. Beast and the Harlot – 5:40
2. Burn It Down – 4:58
3. Blinded in Chains – 6:34
4. Bat Country – 5:13
5. Trashed and Scattered – 5:53
6. Seize the Day – 5:32
7. Sidewinder – 7:01
8. The Wicked End – 7:10
9. Strength of the World – 9:14
10. Betrayed – 6:47
11. M.I.A. – 8:46

## Formazione
Gruppo
- M. Shadows – voce, arrangiamento orchestrazioni
- Synyster Gates – chitarra solista, pianoforte (tracce 1 e 7), voce aggiuntiva (tracce 6 e 9), arrangiamento orchestrazioni
- Zacky Vengeance – chitarra, voce aggiuntiva (traccia 9)
- Johnny Christ – basso, voce aggiuntiva (traccia 9)
- The Rev – batteria, pianoforte (traccia 6), voce aggiuntiva (traccia 9)

Altri musicisti
- Brian Haner – chitarra aggiuntiva, pedal steel guitar, chitarra acustica e assolo (traccia 7)
- Scott Gilman – arrangiamento orchestrazioni, produzione aggiuntiva
- Bruce Dukov – violino
- Sam Formicola – violino
- Larry Greenfield – violino
- Alan Grunfeld – violino
- Songa Lee-Kitto – violino
- Liane Mautner – violino
- Mark Robertson – violino
- Samuel Fischer – violino solista
- Alma Fernandez – viola
- Matthew Funes – viola
- David Walther – viola
- David Low – violoncello
- David Mergen – violoncello
- Victor Lawrence – violoncello solista
- Colton Beyer-Johnson – coro
- Zachary Biggs – coro
- C.J. Cruz – coro
- Nathan Cruz – coro
- Stephen Cruz – coro
- Alan Hong – coro
- Sally Stevens – coro
- Sean Sullivan – coro
- Nico Walsh – coro
- Josiah Yiu – coro
- Jeannine Wagner – coro solista

Produzione
- Mudrock – produzione
- Avenged Sevenfold – produzione
- Fred Archambault – produzione aggiuntiva
- Andy Wallace – missaggio
- Eddie Schreyer – mastering

## Classifiche
| Classifica (2005-06) | Posizione massima |
| -------------------- | ----------------- |
| Stati Uniti          | 30                |
| Stati Uniti (rock)   | 13                |